# 肯纳邦克波特 (缅因州)
肯纳邦克波特（Kennebunkport）是位于美国缅因州约克县肯纳邦克河畔的一个镇，面积56.9平方公里。根据2000年美国人口普查，共有人口3,720人，其中白人占98.49%。
美国前总统乔治·H·W·布什的夏季住宅就位于肯纳邦克波特。